# Kénadsa (distrito)
Kénadsa é um distrito localizado na província de Béchar, Argélia, e cuja capital é a cidade de mesmo nome, Kénadsa. Segundo o censo de 2008, a população total do distrito era de 14 084 habitantes.

## Municípios
O distrito está dividido em duas comunas:
- Kénadsa
- Méridja